# Saint-Avit, Drôme
Saint-Avit este o comună în departamentul Drôme din sud-estul Franței. În 2009 avea o populație de 326 de locuitori.

## Evoluția populației
| An        | 1975 | 1982 | 1990 | 1999 | 2006 | 2009 |
| --------- | ---- | ---- | ---- | ---- | ---- | ---- |
| Populație | 240  | 231  | 212  | 242  | 300  | 326  |